# 高文杰
高文杰（1956年—），男，吉林柳河人，中国数学家，曾任吉林大学教授、博士生导师，中国数学会理事，中国工业与应用数学学会常务理事。